# Antigua och Barbuda vid världsmästerskapen i friidrott 2009
Antigua och Barbuda deltog vid Världsmästerskapen i friidrott 2009 i Berlin.

## Deltagare

### Herrar
| Gren  | Namn              |
| 100 m | Daniel Bailey     |
| 200 m | Brendan Christian |